# Morpho polyphemus
Morpho polyphemus is een vlinder uit de familie Nymphalidae, onderfamilie Satyrinae.

## Kenmerken
De vleugels van deze vlinder zijn opvallend wit in plaats van glanzend blauw.

## Verspreiding en leefgebied
De soort komt voor van Costa Rica tot Mexico. Een enkele keer wordt een zwervend exemplaar gezien in de staat Arizona van de Verenigde Staten. De habitat bestaat uit bos.

## De rups en zijn waardplanten
De waardplanten zijn Paullinia pinata en soorten van het geslacht Inga. Eitjes worden een voor een op de waardplant gelegd. De imagines leven van rottend fruit.